# Río Grande (Oaxaca)
Río Grande, también conocido como Piedra Parada y oficialmente denominada por el INEGI como Río Grande o Piedra Parada, es una localidad del estado mexicano de Oaxaca, situada en la Costa de Oaxaca, cercana a Puerto Escodido y forma parte del municipio de Villa de Tututepec de Melchor Ocampo, del que es la mayor población. Se juega mayormente Fútbol, Basquetbol y ajedrez 

## Historia
Lo que hoy es la población de Río Grande tiene su origen en una leyenda, que explica la razón por la cual es también denominada por como Piedra Parada. Dicha leyenda es la historia de Pedro Martínez, un niño de 9 años, que en una ocasión trató de cazar una iguana con la finalidad de prepararla en mole; persiguiéndola, llegó hasta la cima de un cerro donde le perdió la pista; pero al ver un agujero en el suelo; pensó que por ahí se había metido y comenzó a excavar para encontrarla, no lo logró, pero en cambio encontró tres figuras humanas esculpidas en piedra, tras dar aviso de su descubrimiento de las tres estatuas fueron extraídas de su sitio original y se estableció que eran la representación de una familia gobernante de los chatinos, el pueblo más antiguo de Oaxaca. En consecuencia,  y la población comenzó a ser denominaba como Piedra Parada. Se considera que el pueblo chatino se formó tras la unión de vikingos que naufragaron y llegaron al mar que se conoce como la encomienda. En 1935, existió una ranchería llamada pueblo viejo, territorio de la propiedad de los señores del Valle, tras la muerte del padre Alfredo del Valle los hijos vendieron estas tierras; formando la cuadrilla de Pueblo Viejo. Sin embargo las constantes innundaciones ocasionadas por el río, los pobladores decidieron abandonar este lugar y habitar lo que hoy es el asentamiento de la ciudad de Río Grande En la actualidad la población recibe el nombre de Río Grande debido a que el río del mismo nombre la atraviesa de sur a norte, desde su nacimiento en la sierra sur de Oaxaca hacia el Océano Pacífico.

## Localización y demografía
Río Grande se encuentra en las coordenadas 16°00′46″N 97°26′15″O / 16.01278, -97.43750 y a una altitud de 30 metros sobre el nivel del mar, a 55 kilómetros al oeste de Puerto Escondido, la principal población de la costa y reconocido centro turístico con la cual se comunica mediante la Carretera Federal 200, que también la une hacia el oeste con la cabecera municipal, Villa de Tututepec de Melchor Ocampo y con otras ciudades como Santiago Pinotepa Nacional. 
El Censo de Población y Vivienda 2020 realizado por el Instituto Nacional de Geográfica y Estadística da un total de 15.373 habitantes en la población, de los cuales 7,258 son hombres y 8,115 son mujeres; lo cual la convierte en la mayor población de su municipio y en la vigesimocuarta de todo el estado de Oaxaca.

## Educación
Jardín de niños: 
-Juan Federico Herbart
-Rosario Castellanos
-Bertha Domínguez Martínez
-Gabriela Mistral
Primaria: 
-Lizandro Calderón
-Benito Juárez
-Jaime Nuno
-Lázaro Cárdenas
-Progreso
- Prof. Alfonso Toledo Brito
Secundaria:
-Técnica N.º 12
-23 de marzo
-Técnica N.º 181
Media Superior
-Centro de Estudios de Bachillerato 5/7
-COBAO 25
Superior:
-Normal de Río Grande
-Escuela Universitaria Superior de La Costa
-Universidad Autónoma Benito Juárez de Oaxaca "sede Río Grande"

## Cultura
Dentro de esta localidad se han suscitado momentos culturales y artísticos de gran renombre dentro de su historia. Por ejemplo, en el campo de la Arqueología, un importante suceso es la excavación de unas plataformas prehispánicas que parecen ser unas pirámides; esto habla del pasado de esta región. Otro hecho importante es la localización de las estelas denominadas Piedras del rey mencionadas anteriormente.
Dentro de las artes, cabe mencionar a una agrupación musical que alcanzó gran renombre en toda América Latina, el Grupo Miramar originario de esta región obtuvo notoriedad en la época de los años 1970, 1980 y 1990. Dos grandes compositores sobresalen dentro de este grupo musical: José Barette y Antonio Ramírez Cruz, así como también el reconocido cantautor Xavier Santos Cortéz (enlace roto disponible en Internet Archive; véase el historial, la primera versión y la última)., quien se ha consagrado como uno de los grandes compositores a nivel república; por sus composiciones en el ámbito grupero de talla nacional así como internacional.